# برور ۱۷۴۶

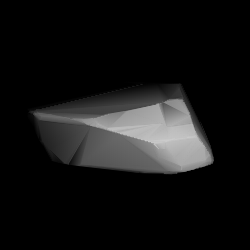
مدل سه‌بُعدی سیارک برور ۱۷۴۶ بر طبق منحنی نور آن

سیارک ۱۷۴۶ (به انگلیسی: 1746 Brouwer، نامگذاری:1963RF) هزار و هفتصد و چهل و ششمین سیارک کشف شده‌است که در ۱۴ سپتامبر ۱۹۶۳ کشف شد.
قدر مطلق سیارک برابر ۹٫۹۵ است.